# Ресторан «Динамо»
Буді́вля рестора́ну «Дина́мо» — пам'ятка архітектури в Печерському районі міста Києва, складова частина спортивного комплексу «Динамо». Зведена у 1932–1934 архітектором Й. Каракісом за участю П. Ф. Савича, у стилі конструктивізм.

## Історія
Будівництво ресторану почалося у 1932 році, одночасно із спорудженням усього спортивного комплексу, і закінчилося у 1934 році.
Довгий час це було місцем зустрічі київської еліти, тут часто проводилися урядові бенкети.
У 1936 році сталася надзвичайна подія: приблизно через годину після закінчення чергового бенкету, на якому було присутнє високе військове начальство, обвалилася стеля у головній залі. Причиною були зміни у конструкції перекриття, зроблені всупереч рекомендаціям архітекторів, що проєктували будівлю. У ту саму ніч архітектора Й. Каракіса заарештували, проте через тиждень відпустили — допомогли доповідна записка, яку Й. Каракіс склав за порадою свого вчителя В. Рикова після того, як його протести проти змін у конструкції не були почуті, а також підтримка командувача Київського військового округу Й. Якіра, який не бачив провини архітектора у тому, що сталося. Пізніше, з легкої руки редактора одного архітектурного журналу, пішла хибна чутка, що дружина Й. Каракіса була сестрою Й. Якіра.
У 1990-х роках у будівлі ресторану був відкритий нічний клуб «Динамо-люкс», інтер'єр ресторану зазнав значних змін. У 2007 році були спроби знести будівлю, але цього не сталося. Була проведена чергова реконструкція і у будівлі колишнього ресторану відкрився розважальний комплекс «D'Lux» та ресторан «Park».
Після проведеної у 2020-2021 роках реставрації, з грудня 2021-го року у будівлі запрацював коворкінг та ресторан «GENERATOR».

## Архітектура

Бічний фасад ресторану

Будівля ресторану розташована на високій ділянці в північній частині спортивного комплексу «Динамо». Головний фасад виходить на захід, до нього ведуть гранітні сходи з алеї Магдебурзького права.
Ресторан проєктувався у чіткому конструктивістському стилі, проте на той час ідеї конструктивізму почали поступово здавати свої позиції на користь класицизму та неоампіру, тому проєкт зазнав деяких змін. Зокрема, опори піддашшя входу та у лоджіях-галереях первісно були прямокутними, а у фінальному проєкті — круглими.
Будівля ресторану п'ятиповерхова, має цокольний поверх, цегляна, Т-подібна у плані. Дах вальмовий, критий бляхою, над тильним об'ємом — односхилий з невеликим ухилом; перекриття пласкі. Композиція будівлі симетрична, відбиває функціональне призначення будівлі. Фасади вирішені дуже пластично. Домінантою будівлі є засклений, прямокутний у плані еркер, який спирається на піддашшя входу. На противагу вертикальному еркеру, на бічних фасадах першого поверху розміщені лоджії-галереї (первісно не були засклені), на другому поверсі — балкони, а третій поверх нависає над бічними фасадами. Цокольний поверх облицьований сірий гранітом, перший і другий поверхи зроблені з жовтої цегли, верх і тильна частина споруди тиньковані темно-сірим тиньком.
На цокольному поверсі розміщено головний вхід, вестибюль і гардероб. Перший поверх був призначений для бенкетної зали, фоє, кухні, заготівельних приміщень тощо. На другому поверсі розташовувалася головна зала з танцмайданчиком у центрі та естрадою. Над залою, щедро декорованою деревом — підвісна дерев'яна стеля зі світловим ліхтарем на металевих фермах. На тому ж поверсі містилися також буфетна, сервізна, посудомийня та кондитерський цех. На третьому поверсі були антресолі головної зали.
Будівля зазнала низки реконструкцій, які значно змінили її первісний вигляд. Так, після війни вітражі з прозорого скла сходових кліток були замінені на сині, заскленені лоджії-галереї на бічних фасадах.

## Відгуки
Після завершення будівництва стало ясно, що в Києві з'явилася ще одна архітектурна перлина. Вже у 1934 році будівля ресторану вважалася такою, що «безперечно відходить від архітектурних штампів і має художню цінність».
Проте вже у 1951 році, після чергової ідеологічної «чистки» Йосипа Каракіса звільнили з роботи, а авторство його будівель почали старанно замовчувати. Будівля ресторану була визнана пам'яткою архітектури, проте майже не згадувалася у фахових виданнях та путівниках.
Тільки наприкінці «перебудови» виник інтерес до творчості архітектора Каракіса. Журнал «Архитектура СССР» писав в одному з останніх номерів:
|  | Ми називаємо цю будівлю одним з найкращих зразків київської архітектури. Споруда цікава ще й тим, що в ній вперше повною мірою виявляється пристрасть архітектора до проблем колористики і синтезу мистецтв – новаторські прийоми для того часу, який характеризується в цілому сірим аскетизмом провінційних переспівів пізнього конструктивізму. Оригінальний текст (рос.) Сегодня мы называем это здание одним из лучших образцов Киевской архитектуры того времени. Это сооружение интересно ещё и тем, что в нём впервые в полной мере проявляется пристрастие архитектора к проблемам колористики и синтеза искусств —- новаторские приемы для того времени, характеризующегося в целом серой аскетичностью провинциальных перепевов позднего конструктивизма. |

## Ресторан «Динамо» в культурі
Ресторан «Динамо» фігурує у деяких творах українських радянських та сучасних письменників як місце зустрічі персонажів:
- Володимир Кисельов «Дівчинка і птахоліт»
- Віктор Некрасов «У рідному місті»
- Анатолій Азольський «Диверсант»
- Збірка мемуарів «Со щитом и мечом»
- Іполіт Соболь «Час вовків».

На відміну від більшості перерахованих вище творів, де ресторан згадується лише мимохідь, у книжці В. Кисельова «Дівчинка і птахоліт» трохи описується сам ресторан та кухня:
|  | ...Він узяв під руку маму і мене, а ми з мамою майже одного зросту, і повів нас нагору по довгих та широких сходах до ресторану «Динамо». В ресторані, коли ми вже сіли за столик і коли наш знайомий офіціант, зовсім молода людина, з короткою стрижкою, на ім'я Федір Павлович, спитав у мами, як її здоров'я, хоча мама ніколи і нічим не хворіє, спитав у мене, чи я сьогодні не іменинниця, сказав татові, що погода псується, і порадив нам узяти на обід беф «Динамо» — я тільки бачила цю страву, але ніколи не куштувала — це таке м'ясо, запечене у горнятках, а зверху горнятка вкриті білим тістом, — тато сказав, щоб нам подали цей беф «Динамо» і ще пляшку мускатного шампанського... Оригінальний текст (рос.) ...Он взял под руку маму и меня, а мы с мамой почти одного роста, и повел нас вверх по длинной и широкой лестнице к ресторану "Динамо". В ресторане, когда мы уже сели за столик и когда наш знакомый официант, совсем молодой человек, подстриженный ежиком, по имени Федор Павлович, спросил у мамы, как ее здоровье, хотя мама никогда и ничем не болеет, спросил у меня, не именинница ли я сегодня, сказал папе, что погода портится, и посоветовал нам взять на обед беф "Динамо" - я только видела это блюдо, а никогда его не ела - это такое мясо, запеченное в горшочках, а сверху горшочки накрыты белым тестом, - папа сказал, чтобы нам дали этот беф "Динамо" и еще бутылку мускатного шампанского... |

## Цікаві факти
- На виставці на честь століття з дня народження Й. Каракіса був виготовлений величезний торт (2х2 м), на якому зображено ресторан «Динамо».
- На місці одного з сучасних найгламурніших нічних клубів Києва, у другій половині XIX століття розташовувався модний серед киян заклад — кафе-шантан «Шато-де-Фльор».
- З кінця 60-х років у столиці розпочався справжній ресторанний бум. Будувалося багато нових закладів, які поєднували національні традиції з радянськими стандартами. Наступна хвиля почалася в 70- х роках. До середини 80-х у столиці працювало 49 ресторані[4]в. Заклади поділялися на 4 категорії.